# Myrofyllo
Myrofyllo (řecky: Μυρόφυλλο) je vesnice a bývalá obec v regionální jednotce Trikala v Thesálii v Řecku. Od reformy místní správy v roce 2011 je součástí obce Pyli. Má rozlohu 32,932 km2.